# Tennis Masters Cup 2008
Der Tennis Masters Cup 2008 fand vom 9. bis 16. November in Shanghai statt. Neben den vier Grand-Slam-Turnieren ist der Masters Cup der wichtigste Wettbewerb im Herren-Profitennis, er findet jeweils am Ende des Tennisjahres statt. Der Weltranglistenerste Rafael Nadal nahm aufgrund einer Verletzung nicht am Masters Cup teil.
Sieger im Einzel wurde zum ersten Mal der Serbe Novak Đoković. Das Doppelfinale gewann das kanadisch-serbische Team Daniel Nestor und Nenad Zimonjić.

## Preisgeld und Punkte
Das Preisgeld betrug 4,55 Millionen US-Dollar.
| Runde                               | Einzel      | Doppel 1    | Punkte |
| ----------------------------------- | ----------- | ----------- | ------ |
| Turniersieger                       | + 625.000 $ | + 100.000 $ | + 250  |
| Halbfinalsieger                     | + 315.000 $ | + 25.000 $  | + 200  |
| Gruppenphase (3 Siege)              | 400.000 $   | 95.000 $    | 300    |
| Gruppenphase (3 Matches, 2 Siege)   | 300.000 $   | 80.000 $    | 200    |
| Gruppenphase (3 Matches, ein Sieg)  | 200.000 $   | 65.000 $    | 100    |
| Gruppenphase (3 Matches, kein Sieg) | 100.000 $   | 50.000 $    | 0      |
| Ersatzspieler (kein Sieg)           | 50.000 $    | 20.000 $    | –      |

## Einzel

### Qualifizierte Spieler
| Setzliste        | Rang             | Spieler                            |
| ---------------- | ---------------- | ---------------------------------- |
| 1                | 2                | Roger Federer                      |
| 2                | 3                | Novak Đoković                      |
| 3                | 4                | Andy Murray                        |
| 4                | 5                | Nikolai Dawydenko                  |
| 5                | 6                | Andy Roddick                       |
| 6                | 7                | Jo-Wilfried Tsonga                 |
| 7                | 8                | Juan Martín del Potro              |
| 8                | 9                | Gilles Simon ersetzte Rafael Nadal |
| 1. Ersatzspieler | 1. Ersatzspieler | Radek Štěpánek                     |
| 2. Ersatzspieler | 2. Ersatzspieler | Nicolas Kiefer                     |

### Rote Gruppe

#### Ergebnisse
| Spieler        | Spieler         | Ergebnis       |
| -------------- | --------------- | -------------- |
| Roger Federer  | Gilles Simon    | 6:4, 4:6, 3:6  |
| Andy Murray    | Andy Roddick    | 6:4, 1:6, 6:1  |
| Andy Murray    | Gilles Simon    | 6:4, 6:2       |
| Roger Federer  | Radek Štěpánek1 | 7:64, 6:4      |
| Roger Federer  | Andy Murray     | 6:4, 6:73, 5:7 |
| Radek Štěpánek | Gilles Simon    | 1:6, 4:6       |

1 Štěpánek ersetzte Roddick nach dessen Knöchelverletzung.

#### Tabelle
| Pos. | Setzliste | Spieler        | Sätze | Punkte |
| ---- | --------- | -------------- | ----- | ------ |
| 1    | 3         | Andy Murray    | 6:2   | 3:0    |
| 2    | 8         | Gilles Simon   | 4:3   | 2:1    |
| 3    | 1         | Roger Federer  | 4:4   | 1:2    |
| 4    | ES1       | Radek Štěpánek | 1:6   | 0:3    |

1 ES = Ersatzspieler

### Goldene Gruppe

#### Ergebnisse
| Spieler            | Spieler               | Ergebnis        |
| ------------------ | --------------------- | --------------- |
| Novak Đoković      | Juan Martín del Potro | 7:5, 6:3        |
| Nikolai Dawydenko  | Jo-Wilfried Tsonga    | 6:76, 6:4, 7:60 |
| Jo-Wilfried Tsonga | Juan Martín del Potro | 6:74, 6:75      |
| Novak Đoković      | Nikolai Dawydenko     | 7:63, 0:6, 7:5  |
| Novak Đoković      | Jo-Wilfried Tsonga    | 6:1, 5:7, 1:6   |
| Nikolai Dawydenko  | Juan Martín del Potro | 6:4, 6:2        |

#### Tabelle
| Pos. | Setzliste | Spieler               | Sätze | Punkte |
| ---- | --------- | --------------------- | ----- | ------ |
| 1    | 2         | Novak Đoković         | 5:3   | 2:1    |
| 2    | 4         | Nikolai Dawydenko     | 5:3   | 2:1    |
| 3    | 7         | Juan Martín del Potro | 2:4   | 1:2    |
| 4    | 6         | Jo-Wilfried Tsonga    | 3:5   | 1:2    |

### Halbfinale
| Spieler       | Spieler           | Ergebnis      |
| ------------- | ----------------- | ------------- |
| Novak Đoković | Gilles Simon      | 4:6, 6:3, 7:5 |
| Andy Murray   | Nikolai Dawydenko | 5:7, 2:6      |

### Finale
| Spieler           | Spieler       | Ergebnis |
| ----------------- | ------------- | -------- |
| Nikolai Dawydenko | Novak Đoković | 1:6, 5:7 |

## Doppel

### Qualifizierte Spieler
| Setzliste | Rang | Spieler                              |
| --------- | ---- | ------------------------------------ |
| 1         | 1    | Bob Bryan Mike Bryan                 |
| 2         | 2    | Daniel Nestor Nenad Zimonjić         |
| 3         | 3    | Mahesh Bhupathi Mark Knowles         |
| 4         | 4    | Jonas Björkman Kevin Ullyett         |
| 5         | 6    | Jeff Coetzee Wesley Moodie           |
| 6         | 7    | Lukáš Dlouhý Leander Paes            |
| 7         | 8    | Mariusz Fyrstenberg Marcin Matkowski |
| 8         | 13   | Pablo Cuevas Luis Horna              |

### Rote Gruppe

#### Ergebnisse
| Spieler                      | Spieler                      | Ergebnis           |
| ---------------------------- | ---------------------------- | ------------------ |
| Bob Bryan Mike Bryan         | Pablo Cuevas Luis Horna      | 6:1, 7:64          |
| Mahesh Bhupathi Mark Knowles | Jeff Coetzee Wesley Moodie   | 6:2, 6:3           |
| Bob Bryan Mike Bryan         | Mahesh Bhupathi Mark Knowles | 7:5, 3:6, [10:4]   |
| Pablo Cuevas Luis Horna      | Jeff Coetzee Wesley Moodie   | 6:2, 6:72, [11:9]  |
| Jeff Coetzee Wesley Moodie   | Bob Bryan Mike Bryan         | 6:2, 2:6, [12:10]  |
| Pablo Cuevas Luis Horna      | Mahesh Bhupathi Mark Knowles | 6:73, 7:64, [10:5] |

#### Tabelle
| Pos. | Setzliste | Spieler                      | Sätze | Punkte |
| ---- | --------- | ---------------------------- | ----- | ------ |
| 1    | 1         | Bob Bryan Mike Bryan         | 5:3   | 2:1    |
| 2    | 8         | Pablo Cuevas Luis Horna      | 4:4   | 2:1    |
| 3    | 3         | Mahesh Bhupathi Mark Knowles | 4:4   | 1:2    |
| 4    | 5         | Jeff Coetzee Wesley Moodie   | 3:5   | 1:2    |

### Gelbe Gruppe

#### Ergebnisse
| Spieler                              | Spieler                              | Ergebnis          |
| ------------------------------------ | ------------------------------------ | ----------------- |
| Daniel Nestor Nenad Zimonjić         | Mariusz Fyrstenberg Marcin Matkowski | 7:64, 5:7, [10:4] |
| Jonas Björkman Kevin Ullyett         | Lukáš Dlouhý Leander Paes            | 6:3, 7:5          |
| Daniel Nestor Nenad Zimonjić         | Jonas Björkman Kevin Ullyett         | 6:1, 6:4          |
| Mariusz Fyrstenberg Marcin Matkowski | Lukáš Dlouhý Leander Paes            | 7:62, 6:3         |
| Daniel Nestor Nenad Zimonjić         | Lukáš Dlouhý Leander Paes            | 6:1, 6:4          |
| Mariusz Fyrstenberg Marcin Matkowski | Jonas Björkman Kevin Ullyett         | 6:2, 1:6, [10:6]  |

#### Tabelle
| Pos. | Setzliste | Spieler                              | Sätze | Punkte |
| ---- | --------- | ------------------------------------ | ----- | ------ |
| 1    | 2         | Daniel Nestor Nenad Zimonjić         | 6:1   | 3:0    |
| 2    | 7         | Mariusz Fyrstenberg Marcin Matkowski | 5:3   | 2:1    |
| 3    | 4         | Jonas Björkman Kevin Ullyett         | 3:5   | 1:2    |
| 4    | 6         | Lukáš Dlouhý Leander Paes            | 0:6   | 0:3    |

### Halbfinale
| Spieler                      | Spieler                              | Ergebnis |
| ---------------------------- | ------------------------------------ | -------- |
| Bob Bryan Mike Bryan         | Mariusz Fyrstenberg Marcin Matkowski | 6:4, 6:4 |
| Daniel Nestor Nenad Zimonjić | Pablo Cuevas Luis Horna              | 6:1, 6:3 |

### Finale
| Spieler              | Spieler                      | Ergebnis  |
| -------------------- | ---------------------------- | --------- |
| Bob Bryan Mike Bryan | Daniel Nestor Nenad Zimonjić | 6:73, 2:6 |